# Jüan Čung-tao
Jüan Čung-tao (čínsky pchin-jinem Yuán Zhōngdào, znaky 袁中道, 1570–1624), byl čínský literární kritik a básník mingského období. S bratry (Jüan Chung-tao a Jüan Cung-tao) stál v čele školy Kung-an.

## Jména
Jüan Čung-tao používal zdvořilostní jméno Siao-siou (čínsky pchin-jinem Xiǎoxiū, znaky 小修) a Šao-siou (čínsky pchin-jinem Shàoxiū, znaky 少修) a literární pseudonym Čchaj-c’ ťü-š’ (čínsky pchin-jinem Cháizǐ jūshì, znaky 柴紫居士).

## Život a dílo
Jüan Čung-tao se narodil roku 1570, pocházel z důstojnické rodiny z Kung-anu v provincii Chu-kuang na středním toku Jang-c’-ťiang. Se staršími bratry (Jüan Chung-tao a Jüan Cung-tao) studoval konfucianismus a skládal úřednické zkoušky, roku 1603 složil provinční zkoušky, v metropolitních a palácových zkouškách uspěl až roku 1616. Byl plodným spisovatelem s žurnalistickým talentem, jeho deníky obsahují příběhy a anekdoty k současníkům, včetně bratrů, a hodnocení umělecké tvorby jeho přátel.
Kolem bratří Jüan Chung-taoa, Cung-taoa a Čung-taoa vznikla takzvaná škola Kung-an (podle jejich rodiště). Jejich poezie byla konvenční, zajímali se však o nejrůznější žánry a témata. V literární tvorbě zdůrazňovali důležitost originality a spontánnosti, individuálního vyjádření. Bratři měli značný vliv jako literární kritici a komentátoři, jejichž závěry v následující básnické generaci získaly všeobecné uznání.